# 딩동 단테스
딩동 단테스(Dingdong Dantes, 1980년 8월 2일 ~ )은 필리핀의 배우이다.

## 출연 작품
- 시드 앤 아야: 낫 어 러브 스토리 (2018)
- 비혼의 아내 (2016)
- 쉬즈 더 원 (2013)
- 철창 속의 춤 (2013)
- 틱틱: 디 애즈왕 크로니클즈 (2012)
- 세건다 마노 (2012)
- 유 투 미 아 에브리씽 (2010)
- 킴미 도라 (2009)
- 원 트루 러브 (2008)
- 레시클로 (2007)
- 모멘츠 오브 러브 (2006)